# Heherson Alvarez
Heherson "Sonny" Turingan Alvarez (Santiago, 16 oktober 1939 - Manilla,  20 april 2020) was een Filipijns politicus. Hij maakte deel uit van de oppositie tegen president Ferdinand Marcos. Na de val van Marcos was hij van 1986 tot 1987 minister van landbouwhervormingen. In 1987 werd Alvarez gekozen in de Senaat van de Filipijnen. Na 11 jaar in de Senaat was hij van 1998 tot 2001 lid van het Filipijns Huis van Afgevaardigden. Aansluitend was Alvarez van 2001 tot 2002 minister van milieu en natuurlijke hulpbronnen. 

## Biografie
Heherson Alvarez werd geboren op 16 oktober 1939 in Santiago in de noordelijke Filipijnse provincie Isabela. Zijn ouders waren Marcelo Alvarez en Juanita Turingan. Alvarez voltooide een bachelor-opleiding aan de University of the Philippines en een masteropleiding economie en bestuurskunde aan Harvard University in de Verenigde Staten. 
Alvarez was in 1971 een van de jongste leden van de Constitutionele Conventie, waar hij zich onderscheidde door zijn tegenstand tegen de door president Ferdinand Marcos geïnitieerde wijzigingen in de Filipijnse Grondwet. Hij was een van de weinige delegatieleden die tegen de nieuwe grondwet stemde. Na het uitroepen van de staat van beleg vertrok hij vanwege ernstige bedreigingen naar de Verenigde Staten. Vanuit daar was hij een van de drijvende krachten binnen de oppositie tegen Marcos. Na de val van Marcos tijdens de EDSA-revolutie in februari 1986 keerde hij op 3 maart van dat jaar terug in de Filipijnen. Een week later werd hij door opvolger Corazon Aquino benoemd tot ambassadeur in de Verenigde Staten. Een maand daarna volgde echter al een benoeming tot minister van landbouwhervormingen. 
Op 7 maart 1987 nam hij ontslag als minister om mee te kunnen doen aan de verkiezingen van 1987 waar hij werd gekozen in de Filipijnse Senaat. Bij de verkiezingen van 1992 werd hij herkozen als senator met een termijn tot 1998. In zijn periode in de senaat was hij onder meer voorzitter van de invloedrijke Blue Ribbon Committee. Ook was hij verantwoordelijk voor de wetgeving die het Comprehensive Agrarian Reform Program (CARP) mogelijk maakte in de periode Aquino en de wetgeving die zorgde voor de oprichting van een ministerie van energie toen metro Manilla in 1993 aan het begin van de termijn van president Fidel Ramos werden geplaagd door voortdurende brownouts. Daarnaast zette Alvarez zich in voor het milieu. Hij was enige tijd voorzitter van de senaatscommissie voor het milieu. In november 1991 richtte hij en Climate Institute Team op, met als doel om de president, het kabinet en medesenatoren meer bewust te maken van klimaatveranderingen. Ook richtte hij in deze periode samen met zijn vrouw De EarthSavers Movement op, die begon met grootscheepse campagnes om ook het grote publiek in de Filipijnen van dit onderwerp bewust te maken.
Bij de verkiezingen van 1998 werd Alvarez voor een termijn van drie jaar gekozen in het Filipijns Huis van Afgevaardigden als afgevaardigde namens het 2e kiesdistrict van Isabela. In zijn periode in het huis was Alvarez een van de drijvende krachten achter de afzettingsprocedure tegen president Joseph Estrada in het Huis. Na zijn termijn als afgevaardigde, was hij van 29 maart 2001 tot 12 december 2002 minister van Milieu en natuurlijk hulpbronnen in het kabinet van Estrada's opvolger Gloria Macapagal-Arroyo. Bij de verkiezingen van 2004 deed hij opnieuw mee aan de senaatsverkiezingen. Hij eindigde op de 20e plek, onvoldoende voor een zetel in de senaat. Vanaf augustus 2008 was hij presidentieel adviseur voor Global Warming and Climate Change en in 2009 werd Alvarez door Macapagal-Arroyo benoemd tot Commissaris voor klimaatverandering, een functie die hij in 2015 nog steeds bekleedde.
Alvarez was getrouwd met Cecile Guidote en kreeg met haar twee kinderen. Hij overleed op 80-jarige leeftijd aan het coronavirus in het ziekenhuis van Manilla.

### Boeken
- Bowker-Saur (1991), Who's Who in Asian and Australasian Politics, Bowker-Saur, Londen
- Mahal Kong Pilipinas Foundation, Inc (1994), Who's who in Philippine Government, Mahal Kong Pilipinas Foundation, Inc, Quezon City

### Websites
- Biografie Heherson Alvarez, website Filipijnse Senaat
- Curriculum Vitae Heherson Alvarez, website Heherson Alvarez
- Profiel Heherson Alvarez, website Climate.org (geraadpleegd op 28 augustus 2015)